# خطة الإمارات الفلسطينية
خطة الإمارات الفلسطينية هي مبادرة سياسية تقوم على تقسيم الضفة الغربية وقطاع غزة إلى عدة "إمارات" أو كيانات محلية ذات طابع عشائري أو مديني، بحيث تدار كل مدينة فلسطينية كإمارة مستقلة تحت قيادة الزعامات المحلية والعشائرية، بينما تدمج القرى والمناطق الريفية في ترتيبات إدارية أو أمنية مختلفة مع إسرائيل. تهدف الخطة إلى استبدال نموذج الدولة المركزية الفلسطينية بنظام مدن-دول محلية، على غرار نموذج الإمارات العربية المتحدة، مع التركيز على الخصوصية الاجتماعية والعشائرية للمجتمع الفلسطيني.

## الأسس الفكرية للخطة
ترتكز الخطة على فكرة أن المجتمع الفلسطيني يتميز بتعدد الولاءات العائلية والعشائرية، وأن محاولة فرض هوية وطنية موحدة فشلت في تحقيق الاستقرار السياسي. بناءً عليه، تقترح الخطة أن تمنح كل مدينة فلسطينية كبرى (مثل الخليل ونابلس وجنين وغزة وغيرها) استقلالاً ذاتياً كاملاً في إطار "إمارة" محلية، مع إدارة شؤونها الداخلية والأمنية والاقتصادية بشكل مستقل. أما القرى والمخيمات، فيتم دمجها في ترتيبات خاصة مع إسرائيل، مع إمكانية منح سكانها وضعاً قانونياً خاصاً أو حتى الجنسية الإسرائيلية إذا رغبوا بذلك.

## مبادرة شيوخ الخليل
في يوليو 2025، نشرت صحيفة "وول ستريت جورنال" مقالاً عن رسالة رسمية من خمسة من الشيوخ في مدينة الخليل إلى الحكومة الإسرائيلية، يطالبون فيها بالاعتراف المتبادل والتعاون الاقتصادي، ويعرضون إقامة كيان إداري مستقل عن السلطة الفلسطينية، مع التزام واضح برفض العنف وبالتطبيع مع إسرائيل. اعتُبرت هذه الخطوة تطبيقاً عملياً لفكرة "الإمارات الفلسطينية"، وأثارت جدلاً في الأوساط الفلسطينية والعربية حول شرعية المبادرة ودوافعها.

## ردود الفعل الفلسطينية والعربية
قوبلت الخطة ومبادرة وجهاء الخليل برفض قاطع من قبل السلطة الفلسطينية وحركة فتح، التي اعتبرتها محاولة لتقسيم الصف الوطني الفلسطيني و"مؤامرة خارجية" تهدف لتصفية القضية الفلسطينية.
في الإعلام العربي، ظهرت تحليلات تتهم بعض الدول العربية، بدعم مشاريع تهدف إلى تفكيك وحدة الشعب الفلسطيني لصالح إسرائيل، بينما أشار آخرون إلى أن تصاعد الإحباط الشعبي من القيادة التقليدية يدفع بعض القوى المحلية للبحث عن بدائل واقعية.

## مكانة الخطة في النقاش الإقليمي
تثير خطة الإمارات الفلسطينية نقاشاً متزايداً في الإعلام العربي حول مستقبل التمثيل الفلسطيني، شرعية القيادة، وإمكانيات التسوية في ظل الانقسامات الداخلية. هناك من يرى فيها محاولة لفرض حلول خارجية على حساب الحقوق الوطنية الفلسطينية، بينما يعتبرها آخرون انعكاساً لتغيرات اجتماعية وسياسية عميقة في المجتمع الفلسطيني.